# Нурыев, Мамет
Мамет Нурыев — советский хозяйственный, государственный и политический деятель, Герой Социалистического Труда.

## Биография
Родился в 1923 году на территории Хорезмской ССР. Член КПСС.
Участник Великой Отечественной войны. С 1950 года — на хозяйственной, общественной и политической работе. В 1950—1985 гг. — колхозник, бригадир, председатель колхоза «Ленинград» Куня-Ургенчского района Ташаузской области.
Указом Президиума Верховного Совета СССР от 10 декабря 1973 года присвоено звание Героя Социалистического Труда с вручением ордена Ленина и золотой медали «Серп и Молот».
Избирался депутатом Верховного Совета Туркменской ССР 7-го, 8-го и 9-го созывов.
Умер после 1985 года.